# Randy Pearson
Randy Pearson is een personage van de Amerikaanse televisieserie That '70s Show van Fox Networks, gespeeld door Josh Meyers. Hij werkt bij Steven Hyde in zijn platenwinkel en wordt het nieuwe vriendje van Donna Pinciotti (Laura Prepon).

## Over Randy
Randy is geïntroduceerd als een vervanger voor Eric Forman (Topher Grace), nadat hij besloot om de serie te verlaten. Randy heeft het achtste en laatste seizoen gespeeld. In het algemeen werd Randy niet geaccepteerd als lid van de groep door het publiek en fans van de show. Zijn rol werd steeds kleiner en soms verscheen hij helemaal niet in een aflevering. De allerlaatste aflevering was voor hem ook geen uitspatting, hij had twee zinnen tekst.

## Persoonlijkheid
Randy wordt getekend als een luie, maar aardige en behulpzame jongeman, die goed kan werken met gereedschap (aangezien hij Red helpt met een tafel te bouwen voor Kitty). Hij heeft voordat hij met Donna ging al met heel veel vrouwen iets gehad. Randy is zeer geïnteresseerd in muziek, bands managen en zelf in een band zitten. Hij heeft een drumstel in zijn appartement, maar deze gebruikt hij niet in de serie. Er worden veel grappen gemaakt over zijn lange haar. Ook heeft hij het met Donna erover dat ze een keertje voor de grap van geslacht moeten verwisselen. Donna moet zich dus verkleden als man en Randy als vrouw.